# 그 여자는 행복했던가
그 여자는 행복했던가는 한국에서 제작된 송국 감독의 1959년 영화이다. 이민 등이 주연으로 출연하였고 강치성 등이 제작에 참여하였다.

## 출연

### 주연
- 이민
- 주증녀
- 송나영

## 제작진
- 조명: 김영달
- 녹음: 이경순
- 미술: 홍성칠